# Азарьев, Николай Петрович
Никола́й Петро́вич Аза́рьев (6 декабря 1845 - 8 августа 1914) - православный, женат. Российский военный деятель, полковник.
Участвовал в Польском походе 1863 года, в русско-турецкой войне 1877-1878 годов. Командир эскадрона — 10 лет и 4 месяца.

## Биография
Родился 6 декабря 1845 года. 
- Вступил в службу (?).
- Звания:
  - офицер (12.10.1865),
  - поручик (ст. 7.03.1869),
  - штабс-ротмистр (ст. 2.04.1872),
  - ротмистр (ст. 21.03.1875),
  - майор (ст. 1.11.1879),
  - переименован в подполковники (ст. 6.05.1884),
  - полковник за отличие со ст. 14.05.1896 (1896).
- Начальник кадра Кавказского кавалерийского запаса (14.12.1899-28.11.1901).
- Командир 8-го запасного кавалерийского полка (28.11.1901-20.01.1906).

### Семья
- Дети:
  - Азарьев, Александр Николаевич — полковник,
  - Азарьев, Виктор Николаевич — полковник,
  - Азарьев, Митрофан Николаевич — генерал,
  - Азарьев, Николай Николаевич — генерал.

## Награды
- Орден Св. Станислава 3 степени (1876);
- Орден Св. Анны 3 степени с мечами и бантом (1879);
- Орден Св. Станислава 2 степени (1883);
- Орден Св. Анны 2 степени (1889);
- Орден Св. Владимира 4 степени с бантом (1893, за 25 лет службы);
- Орден Св. Владимира 3 степени (1903).